# William Milne
William Milne (n. 23 martie 1852, Aberdeen, Regatul Unit al Marii Britanii și Irlandei – d. 16 martie 1923, Surrey, Anglia, Regatul Unit) a fost un trăgător de tir ce a reprezentat Regatul Unit al Marii Britanii și al Irlandei de Nord, medaliat olimpic. A participat la o ediție a Jocurilor Olimpice (1912) în care a câștigat două medalii de argint.